# Mune : Le Gardien de la Lune
Pour plus de détails, voir Fiche technique et Distribution.
Mune : Le Gardien de la Lune est un film d'animation français réalisé par Benoît Philippon et Alexandre Heboyan sorti en 2015. 
C'est un conte poétique situé dans un monde imaginaire et relatant l'aventure d'une petite créature, devenue responsable de la Lune, qui doit retrouver le Soleil volé par sa faute, accompagné du gardien de ce dernier et d'une astronome faite de cire. Le film a été réalisé en images de synthèse et en stéréoscopie. 
Bien accueilli par la critique, le film est également un succès commercial.

## Synopsis
Dans un monde imaginaire, un Soleil et une Lune sont petits et ont été inventés par les premiers Gardiens pour réchauffer la petite planète où vivent différents peuples merveilleux. Le premier Gardien du Soleil a harponné une étoile pour la garder près de la planète et l'a accrochée par des chaînes à un temple mobile semblable à un énorme animal quadrupède fait de roche. Le premier Gardien de la Lune, lui, est descendu dans le monde des rêves et a sculpté la Lune dans une carrière de pierre onirique et l'a lancée dans le ciel. La Lune est elle aussi tirée autour de la planète par un temple mobile, sorte d'énorme animal hybride entre un dromadaire et une girafe auquel elle est attachée par les filins d'une foule d'araignées à soie aux allures de hiboux. Depuis, les Gardiens se succèdent de génération en génération et préservent l'harmonie du monde. Les peuples du jour et ceux de la nuit vivent en bonne intelligence, même s'ils sont très différents les uns des autres. Mais dans les profondeurs de la planète, Nécross attend l'occasion d'établir les ténèbres sur le monde.
Le jour approche où Sohone, le disciple de Xolal, le Gardien du Soleil, et Leeyoon, le disciple du Gardien de la Lune, prendront la relève de leurs prédécesseurs respectifs, trop âgés pour assurer leur tâche. Le jour de leur intronisation, une jeune fille, Cire, qui vit avec son père à la limite entre jour et nuit, vient assister à la cérémonie d'intronisation parmi la foule. La lumière du Soleil reconnaît Sohone comme prévu et ce dernier parade fièrement devant les filles. Mais Leeyoon est boudé par la brebis lunaire chargée de choisir les Gardiens. La brebis choisit en revanche Mune, un petit faune insouciant et timide qui n'est encore bon qu'à apaiser les rêves des petits. La nuit suivante, Leeyoon, dépité, est pris à l'écart par des serpents pâles qui excitent sa jalousie et lui conseillent d'aller monter Sohone contre Mune. Pendant ce temps, Mune peine à manœuvrer correctement le temple de la Lune : le temple sort de sa trajectoire et gêne Sohone. Mais tandis que Sohone a quitté son temple pour passer un savon à Mune, Nécross envoie ses deux diablotins pour voler le Soleil et le lui apporter. Nécross fait mourir le Soleil peu à peu. La nuit s'établit partout, plongeant tout le monde dans la peur. Mune, affligé, est banni par son propre peuple, mais promet de réparer son erreur. Sohone n'en mène pas large non plus, car c'est à cause de son absence que les diablotins ont pu voler le Soleil. 
Tous deux se mettent en quête du Soleil disparu, accompagnés par Cire. Cette dernière est la plus fragile des trois (son corps de cire se fige quand il fait trop froid et risque de fondre quand il fait trop chaud) mais c'est aussi la plus cultivée, car elle connaît l'astronomie et a lu les anciens récits sur l'histoire du monde. Grâce à elle, le groupe parvient au Grand Trou bleu, un lac sous lequel s'ouvrent les abysses qui mènent aux profondeurs du monde. Cire a peur de se figer et de se briser dans l'eau froide, mais Mune la réconforte et veille sur sa statue pendant la plongée. Après quelques frayeurs avec un poulpe, le groupe rencontre Phospho, un ancien Gardien de la Lune. Ce dernier dégèle Cire et les conduit vers l'ouverture du mondes des ténèbres où vit Nécross, dont il leur raconte l'histoire : Nécross est un ancien Gardien du Soleil ayant tenté de garder le Soleil pour lui seul et qui a été propulsé au fond du monde par Xolal, le prédécesseur de Sohone. Mais Phospho se vexe et les quitte quand Cire perce à jour ses mensonges sur son rôle réel dans l'histoire du monde : Phospho, pas aussi courageux qu'il le prétendait, s'est lâchement caché quand Nécross a tenté d'accaparer le Soleil.
Pendant ce temps, Leeyoon a pris la place de Mune au temple de la Lune, mais il n'arrive pas à le contrôler. Sous ses yeux, la Lune s'étiole et tombe en poussière. Privé de son astre, le temple devient fou et galope partout. Il finit par arriver dans le monde souterrain où Mune, Sohone et Cire se trouvent. Mune, suivi de Cire, part s'occuper de la Lune tandis que Sohone plonge dans le monde des ténèbres pour récupérer le Soleil. Mune se rend compte qu'il peut calmer le temple de la Lune en utilisant ses pouvoirs de marchand de sable. Leeyoon lui avoue alors que la Lune est morte, mais Mune décide de descendre dans le monde des rêves pour en sculpter une nouvelle. Dans le monde des rêves, Mune et Cire affrontent les cauchemars, que Mune dissipe grâce à ses pouvoirs. Tous deux trouvent la carrière de lune et Mune sculpte un nouveau croissant. Mune et Cire se rapprochent et se rendent compte qu'ils s'aiment, mais il faut lancer la nouvelle Lune. Cela fait, Mune et Cire vont rejoindre Sohone dans le monde des ténèbres. Pendant ce temps, Sohone a été entouré par une masse de serpents pâles qui se moquent de lui et cherchent à le rendre fou de haine, comme Nécross autrefois. Sohone est sauvé par l'intervention de Phospho qui se sacrifie pour lui rendre son calme et le libérer. Sohone, Mune et Cire affrontent alors Nécross et ses diablotins. Sohone a fort à faire contre Nécross, qu'il ne parvient pas à affaiblir. Mune finit par se débarrasser d'un des diablotins. Cire n'est pas menacée par l'autre diablotin, nommé Spleen, qui n'a pas envie de faire le mal et préfère discuter de jardinage avec elle. Cire retrouve le Soleil et souffle dessus pour ranimer son feu, mais cela la fait fondre. Mune finit par trouver comment vaincre Nécross : il l'endort grâce à ses pouvoirs. Dans le monde des rêves, Mune se rend compte que Nécross est influencé par un serpent pâle, qu'il extirpe et écrase. Nécross reprend l'apparence du Gardien du Soleil qu'il était avant d'être corrompu par l'envie. 
Au réveil de Mune, le monde s'est apaisé. Les deux jeunes Gardiens peuvent faire reprendre aux temples leurs trajectoires normales. Mais Mune est triste de la mort de Cire : il la resculpte et lui donne un fragment de Lune, mais n'arrive pas à la ranimer et la quitte en pleurs. Par bonheur, au lever du jour, l'énergie combinée du Soleil et de la Lune permet à Cire de se réveiller. Mune et Cire se retrouvent et s'embrassent, puis font le tour du monde sur le temple de la Lune.

## Fiche technique
- Titre : Mune : Le Gardien de la Lune
- Réalisation : Benoît Philippon et Alexandre Heboyan
- Scénario : Benoît Philippon, Jérôme Fansten
- Animateur :
- Montage : Isabelle Malenfant
- Concepteur sonore : Olivier Calvert
- Musique : Bruno Coulais
- Producteur : Aton Soumache, Alexis Vonarb
- Production : ON Animation Studios, Onyx Films, Kinology et Orange Studio
- Distribution : Paramount Pictures France
- Pays d'origine :  France
- Genre : animation
- Durée : 86 minutes
- Dates de sortie : 14 octobre 2015

## Distribution
- Michaël Gregorio : Mune
- Izïa Higelin : Cire
- Omar Sy : Sohone
- Damien Boisseau : le père de Mune
- Féodor Atkine : Leeyoon
- Éric Herson-Macarel : Necross
- Michel Mella : Mox
- Fabrice Josso : Spleen
- Jean-Claude Donda : Xolal
- Benoît Allemane : Yule
- Patrick Poivey : Phospho
- Patrice Dozier : Krrrack
- Emmanuel Curtil : Zucchini
- Paolo Domingo : les serpents
- Patrick Préjean : le père de Cire

## Production
L'idée originale du film naît avec un projet du scénariste Benoît Philippon, qui envisage au début un court métrage en prises de vue réelles dans une ambiance inspirée des films de Terry Gilliam : l'histoire d'un personnage qui vit dans une forêt et décroche la Lune en la harponnant avec un filin. Le projet s'avère vite infaisable dans un format court et Benoît Philippon commence à le transformer en projet de long métrage. Il développe et complexifie un univers poétique doté de sa propre cosmogonie et de différents peuples liés au Soleil et à la Lune.
L'univers prend davantage forme avec les apports de Nicolas Marlet, qui conçoit les personnages, et d'Aurélien Prédal, directeur artistique du film. Les personnages sont conçus comme des hybrides entre des êtres humains, des animaux et des matières. Mune est une créature sylvestre dotée de fourrure et liée à la nuit ; son caractère timide et son humeur taciturne s'inspirent du personnage principal du film Edward aux mains d'argent de Tim Burton. Sohone est lié au Soleil et son corps est fait d'ambre ; sa personnalité « grande gueule » s'inspire de personnages comme Buzz l'éclair dans le film d'animation Toy Story de Pixar ou Han Solo dans Star Wars. Cire est faite de cire, ce qui la rend fragile et la met en danger quand elle se trouve exposée au soleil, mais elle est l'occasion de montrer un personnage aux prises avec un handicap et luttant pour le compenser par son courage. Le seigneur du mal Nécross et les diablotins Mox et Spleen sont des volcans, occasion de travailler sur les textures de lave et de suie.
Le scénario est co-écrit par Benoît Philippon et Jérôme Fansten. Il connaît plusieurs réécritures, y compris des modifications pendant l'écriture du storyboard car le développement visuel du film voit naître de nouvelles idées, dont celle de temples mobiles dans le monde de Mune. L'enjeu de l'intrigue, défini très tôt, est l'idée de personnages partant à la recherche du Soleil comme dans une quête du Graal. La difficulté du projet consiste à élaborer un film à la trame classique et claire compréhensible par un large public, y compris les plus jeunes, sans sacrifier l'originalité et la poésie propres à l'univers conçu pour Mune. Un autre enjeu consiste à chercher un bon équilibre entre l'épopée, l'humour et la poésie.
Le film est réalisé en images de synthèse, sauf quelques scènes montrant le passé de la planète et le monde des rêves, qui sont réalisées en dessin animé.

### Musique
- Happy par C2C (générique de fin).

## Distinction
Mune, le Gardien de la Lune a fait partie de la sélection officielle au festival d'Annecy en 2015.

## Accueil

### Accueil critique
Lors de sa sortie en France en octobre 2015, Mune, le Gardien de la Lune reçoit un bon accueil des critiques de presse. Les principales qualités reconnues au film sont son esthétique et son univers jugé poétique et original. Dans le quotidien gratuit 20 Minutes, Caroline Vié parle d'une « esthétique hors du commun » et estime que le film « surprend constamment par son inventivité ». Dans Première, Christophe Narbonne parle d'une « direction artistique inventive » et d'un « design original des personnages ». Dans L'Express, Eric Libiot affirme que le film est « magnifique et touchant » et montre que « L'animation française est décidément en pleine forme » avec une animation « ambitieuse » et un univers qui « brasse de la mythologie, de l'universel et s'applique à rester ouvert à tous ». Dans le magazine féminin Elle, Helena Villovitch juge que « la poésie des personnages, la richesse des décors et l’humour des séquences oniriques n’ont pas à pâlir devant des références telles que Toy Story ou Princesse Mononoké ».
Les critiques sont plus divisés sur la qualité du scénario : globalement bien accueilli, il laisse quelques critiques moins convaincus. Dans L'Express, Eric Libiot juge l'ensemble « beau et intelligent » : il qualifie le scénario de « romanesque » et apprécie le fait que « prennent de l'ampleur au fur et à mesure du film » et que « le rythme prend volontairement son temps ». Dans Le Dauphiné Libéré, Jean Serroy juge l'ensemble « très inventif en termes de personnages et de péripéties, parfait pour une vision familiale ». Dans Le Journal du dimanche, Barbara Théate voit dans le film un « conte pour les tout-petits, riche en personnages farfelus comme en rebondissements amusants ». C'est « Un propos original travaillé avec sophistication » selon Philippe Lagouche de Ouest France. Le magazine Télérama le juge « féerique et diablement efficace » sous la plume de Guillemette Odicino, qui y reconnaît des influences variées : le faune Mune lui rappelle les univers de Luc Besson, Cire ceux de Tim Burton et le bestiaire merveilleux les films de Hayao Miyazaki et les tableaux de Salvador Dalí. Dans le magazine de cinéma Première, Christophe Narbonne reconnaît au film une poésie certaine, mais trouve le scénario « ultraconvenu » et pas à la hauteur des enjeux esthétiques. Dans Elle, Helena Villovitch, dans une critique par ailleurs positive, regrette « le rôle décoratif de la seule fille, qui bat des cils en admirant les prouesses des mâles promus aux postes à responsabilité ».

### Box office
En France, le jour de sa sortie, le mercredi 14 octobre 2015, le film fait relativement bonne figure à Paris avec un démarrage à 457 entrées dans la journée sur les quatorze salles où le film est exploité dans la capitale, ce qui le place en cinquième position parmi les films sortis ce jour-là. En première semaine, le film rassemble 128 279 entrées ; après deux semaines d'exploitation, il en cumule 238 928. À l'issue de l'année 2015, Mune, le gardien de la Lune cumule 524 000 entrées et fait partie des 100 films français ayant attiré le plus de spectateurs en 2015. Le film termine sa première année d'exploitation en salles en France avec un peu plus de 529 000 entrées.
Mune, le Gardien de la lune connaît également une bonne carrière en salles hors de France : le film figure parmi les dix films français ayant connu le plus de succès en salles à l'étranger durant l'année 2015.
| Pays ou région    | Box-office        |
| ----------------- | ----------------- |
| France            | 561 485 entrées   |
| Russie            | 987 645 entrées   |
| Italie            | 310 552 entrées   |
| Pologne           | 96 272 entrées    |
| Roumanie          | 57 612 entrées    |
| Portugal          | 36 313 entrées    |
| Hongrie           | 33 188 entrées    |
| Suède             | 29 847 entrées    |
| Corée du Sud      | 318 863 entrées   |
| Total hors France | 2 186 866 entrées |
| Total Monde       | 2 748 351 entrées |